# Duolandrevus intermedius
Duolandrevus intermedius är en insektsart som beskrevs av Lucien Chopard 1969. Duolandrevus intermedius ingår i släktet Duolandrevus och familjen syrsor. Inga underarter finns listade i Catalogue of Life.